# Segunda Avenida (Manhattan)
La Segunda Avenida (en inglés: Second Avenue) es una avenida del East Side de Manhattan, en la ciudad de Nueva York. Se extiende desde la Calle Houston desde su extremo sur hasta Harlem River Drive en la 128 Calle en su extremo norte. Una vía de un solo sentido, el tráfico vehicular en la Segunda Avenida va con rumbo sur, excepto por una cuadra en Harlem. Al sur de Houston Street, la vía continúa como Chrystie Street hasta Canal Street.
Hay una ciclovía en el carril de la izquierda desde la calle 125 hasta la calle Houston. La sección entre las calles 55 y 34 cierra una brecha en la Manhattan Waterfront Greenway.
La Segunda Avenida pasa a través de varios barrios de Manhattan, incluidos (de sur a norte) al Lower East Side, East Village, Stuyvesant Square, Kips Bay, Tudor City, Turtle Bay, East Midtown, Lenox Hill, Yorkville y Spanish Harlem.

## Historia

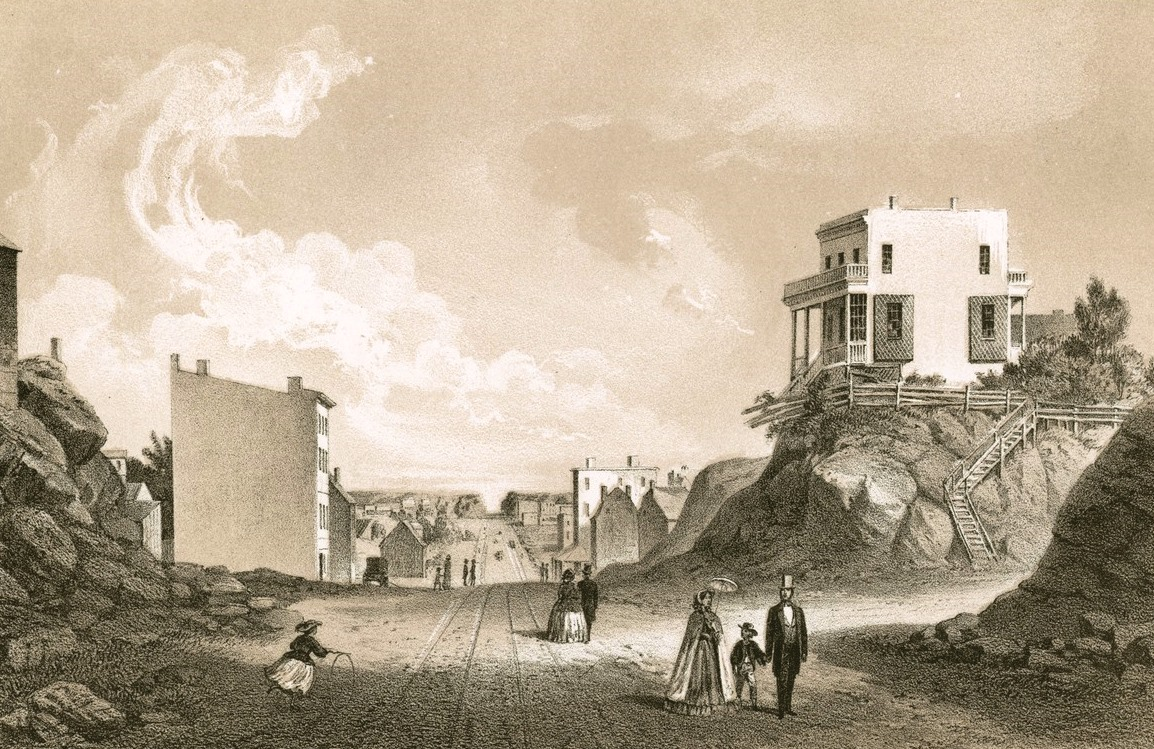
La Segunda Avenida hacia el norte desde la calle 42 en 1861

En la Segunda Avenida en el Lower East Side había varios teatros yiddish durante la primera parte del siglo XX, motivo por el cual la Segunda Avenida llegó a ser conocida como el "Yiddish Theater District", el "Broadway yidis", o el "Rialto Judío". Aunque los teatros ya no están, muchas huellas de la cultura inmigrante judía se mantienen como las delicatessen y panaderías kosher, y el famoso Second Avenue Deli (que cerró en el 2006, para luego reabrir en la calle 33 este y la Tercera Avenida).
La línea elevada de la Segunda Avenida discurría desde la calle 23 hacia el norte y se mantuvo entre 1880 hasta que el servicio se cerró el 13 de junio de 1942. Al sur de la Segunda Avenida, corría sobre la Primera Avenida y luego sobre Allen y Division Street. Los trenes elevados eran bulliciosos y sucios, pues en el siglo XIX eran impulsados por locomotoras que echaban hollín. Esto hizo disminuir el valor de los terrenos a lo largo de la vía durante fines del siglo XIX e inicios del siglo XX. Parcialmente debido a la presencia de la vía elevada, muchos edificios construidos durante esta era fueron edificios de inquilinato. La línea fue finalmente derruida en 1942 debido a que estaba deteriorada y era obsoleta y el costo de la Segunda Guerra Mundial hacía que el mantenimiento fuera imposible. La Segunda Avenida mantiene su modesto carácter arquitectural hoy, a pesar de pasar por varias áreas de altos ingresos.
La Segunda Avenida ha llevado tráfico en un solo sentido desde el 4 de junio de 1951, antes de eso era de doble sentido.

### explosión de gas del 2015
El 26 de marzo del 2015, una explosión de gas y un incendio en East Village destruyeron tres edificios en el 119, 121 y 123 de la Segunda Avenida, entre las calles 7 este y St. Mark's Place. Al menos 22 personas fueron heridas, cuatro de nivel crítico, y 2 personas fueron inicialmente reportadas como perdidas. Luego, dos hombres fueron encontrados muertos entre los escombros y se confirmó que fueron los que habían sido reportados como perdidos. Previamente hubo una instalación ilegal en la línea de gas que alimentaba el edificio en el 121 de la Segunda Avenue. Los días antes de la explosión, se realizaban trabajos en el edificio para la instalación de una nueva línea de gas de 4 pulgadas y algunos de los inquilinos habían olido gas una hora antes de la explosión.
Otros once edificios fueron evacuados como resultado de la explosión y Con Ed apagó el suministro en el área. Varios días después se les permitió a algunos residentes regresar a algunos de los edificios evacuados.

## Transporte

### Servicio de buses
El bus M15 local recorre toda la Segunda Avenida. El M15 Select Bus Service, equivalente al bus local, provee transporte masivo en la ruta sur de la Segunda Avenida. Adicionalmente, el M34A Select Bus Service recorre la Segunda Avenida entre la calle 34 este y la calle 23 este en su ruta hacia Waterside Plaza.

### Metro
El tren Q recorre la Segunda Avenida desde la calle 96 hasta la 72 antes de doblar en la 63 con una parada en Lexington Avenue, que tiene una salida en la Tercera Avenida. Una Línea de la Segunda Avenida ha sido planeada desde 1919, con provisiones de construirla en fechas tan tempranas como 1929.
Han sido completadas dos secciones cortas de la línea, sirviendo a otras líneas de metro (la estación Grand Street es atendida por los trenes B y D), y otras simplemente se mantienen vacías bajo tierra (como el nivel superior de la estación Segunda Avenida de la los trenes F y <F>). Partes de la ruta han sido alquiladas de tiempo en tiempo por New York Telephone para albergar equipos que sirven a las principales líneas de comunicación norte-sur de la compañía que van debajo de la avenida. Segmentos aislados de los años 1970, construidos sin ninguna infraestructura, existen entre las calles Pell y Canal, y entre las calles 99 y 105 y entre las 110 y 120. La construcción de la fase 1, que eventualmente se extenderá desde la calle 125 hasta el Distrito Financiero mediante el servicio T, empezó el 12 de abril del 2007. La fase 1 conecta la Línea de la Calle 63 BMT con la nueva línea al norte hacia las estaciones en las calles 72, 86 y 96, atendiendo los trenes Q. La fase 1 abrió el 1 de enero del 2017. La fase 2, que extendería la lína hasta Harlem del Este en el cruce de la calle 125 y Lexington Avenue, debe ser completada entre 2027 t 2029. Cuando toda la línea esté completada, se calcula que atenderá a alrededor de 560 000 pasajeros diarios.

### Ciclovía
Hay ciclovías a lo largo de la avenida desde la calle 125 hacia el sur.